# فهرست سیاه (آلبوم)
«لیست سیاه» (به انگلیسی: Blacklisted) آلبومی از هنرمند اهل ایالات متحده آمریکا، نکو کیس است که در سال ۲۰۰۲ میلادی منتشر شد. این آلبوم در حقیقت سومین آلبوم نکو است که در ۲۰ اوت منتشر شد، نوازندگان مهمان این آلبوم که با نکو همکاری داشتند عبارت هستند از هو گلب، کلی هوگان، ماری مارگارت اوهارا، کالکسیو و سادیز

## پذیرش
نشریه آنلاین موسیقی پیچفورک مدیا در شماره ۱۴۱ این نشریه، آلبوم لیست سیاه از نکو را در ردهٔ بالای ۲۰۰ آلبوم برتر از رنکینگ کلی ۲۰۰۰ آلبوم منتخب قرار داد